# راینور شاینه
راینور شاینه (انگلیسی: Raynor Scheine؛ زادهٔ ۱۹ ژانویهٔ ۱۹۴۲) هنرپیشه اهل کشور ایالات متحده آمریکا است.

## قسمتی از فیلمشناسی
- دنیای جدید
- لینکلن
- گوجه فرنگی سبز سرخ شده
- ایس ونچورا: کارآگاه حیوانات
- سنتینل
- برنده و بازنده
- پسرعمویم وینی
- مونتانا